# Anthicus fouqueti
Anthicus fouqueti es una especie de coleóptero de la familia Anthicidae.

## Distribución geográfica
Habita en Cochin (China).